# الكرة الطائرة بوضعية الجلوس
الكرة الطائرة بوضعية الجلوس (بالإنجليزية: Sitting volleyball)‏ هي شكل مكيف من أشكال الكرة الطائرة مخصص للرياضيين ذوي الاحتياجات الخاصة، ينظمها الاتحاد العالمي للكرة الطائرة لذوي الاحتياجات الخاصة. وهي على عكس الكرة الطائرة بوضعية الوقوف، يجب على اللاعبين أن يكونوا جالسين على الأرض للعب الكرة الطائرة بوضعية الجلوس.

## التاريخ
اخترعت الكرة الطائرة بوضعية الجلوس في هولندا من قبل اللجنة الرياضية الهولندية في عام 1956 كرياضة تأهيلية للجنود المصابين.  في عام 1958، أقيمت أول مباراة دولية للكرة الطائرة بوضعية الجلوس بين منتخبي ألمانيا وهولندا.
أنشئت كمزيج من الكرة الطائرة وكرة الجلوس (sitzball)، وهي رياضة ألمانية لا تحتوي على شبكة ويجلس اللاعبون فيها. ظهرت الكرة الطائرة بوضعية الجلوس لأول مرة في الألعاب البارالمبية في تورنتو عام 1976 كرياضة استعراضية للرياضيين ذوي الإعاقة الحركية، وأصبحت كل من الكرة الطائرة بوضعية الجلوس والوقوف رسميًا ضمن رياضات الميداليات في الألعاب البارالمبية في آرنم عام 1980. وأُضيفت لعبة الكرة الطائرة النسائية بوضعية الجلوس إلى الألعاب البارالمبية في أثينا لعام 2004. 
بعد الألعاب الأولمبية بلندن لعام 2012، أسس مات روجرز منظمة فوليسلايد (VolleySLIDE) بهدف الترويج لهذه الرياضة وتطويرها على الصعيد العالمي. شارك ثمانية منتخبات للرجال وثمانية منتخبات للسيدات في دورة الألعاب البارالمبية طوكيو 2020.

## القواعد

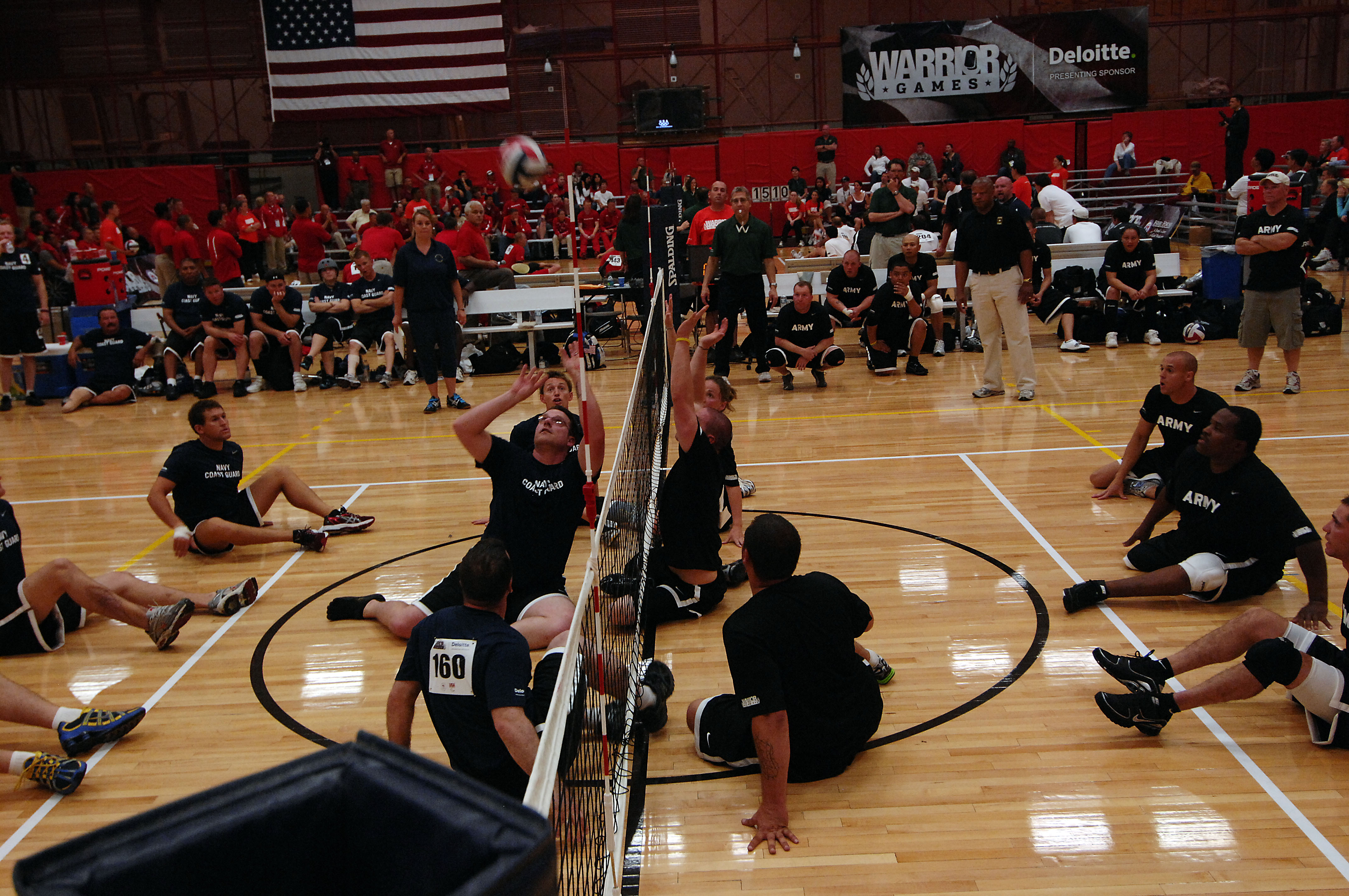
مباراة الكرة طائرة بوضعية الجلوس للرجال بين فريق مشترك من البحرية الأمريكية وخفر السواحل والجيش الأمريكي

في كرة الطائرة بوضعية الجلوس، تُعين شبكة طولها 7 أمتار (23 قدمًا) وعرضها 0.8 متر (2 قدم 7 بوصات) على ارتفاع 1.15 متر (3.8 أقدام) للرجال و 1.05 متر (3.4 أقدام) للنساء. الملعب 10 على 6 أمتار (33 على 20 قدمًا) مع خط هجوم 2 متر (6.6 قدم). القواعد هي نفسها في الشكل الأصلي للكرة الطائرة باستثناء أن اللاعبين يجب أن يكون لديهم على الأقل أحد الأرداف على اتصال بالأرض في أي وقت يتصلون فيه بالكرة وأيضًا عند حظر الإرسال. 
اللاعبون ذوو الإعاقات التالية مؤهلون للمنافسة في كرة الطائرة بوضعية الجلوس: الرياضيون الذين يعانون من بتر الأطراف، وإصابات النخاع الشوكي، والشلل الدماغي، وإصابات الدماغ والسكتة الدماغية. يصنف هؤلاء الرياضيين حسب الإعاقة إلى فئتين: VS1 وVS2، والمعروفة سابقًا باسم D وMD. في حين أن لاعبي VS2 فقدوا جزءًا بسيطًا فقط من قوتهم العضلية ومرونتهم في المفاصل مما منعهم من لعب الكرة الطائرة بوضعية الوقوف بنجاح، فإن لاعبو VS1 فقدوا كل قوتهم العضلية ومرونتهم في المفاصل.
يُسمح فقط بوجود لاعبين VS2 اثنين على الملعب في نفس الوقت؛ وذلك للحفاظ على المنافسة العادلة بين الفرق المتنافسة. يجب أن يكون باقي لاعبو الفريق مصنفين ضمن VS1.  

### المهارات
المهارات متطابقة إلى حد كبير مع رياضة الكرة الطائرة وتنطبق عليها نفس مصطلحات اللعبة التالية:
- آيس (Ace) - إرسال يهبط في ملعب الخصم دون أن يلمسه أي لاعب.
- الهجوم (Attack) - محاولة من قبل لاعب للفوز بنقطة عن طريق ضرب الكرة فوق الشبكة.
- خط الهجوم (Attack line) - في الكرة الطائرة الداخلية، خط على بعد ثلاثة أمتار من الشبكة والذي يحدد الحد الأقصى للمكان الذي يمكن للاعب الصف الخلفي التقدم إليه لضرب كرة من فوق الشبكة.
- لاعب الصف الخلفي (Back-row player) - في الكرة الطائرة الداخلية، أي من ثلاثة لاعبين متمركزين في الجزء الخلفي من الملعب.
- بلوك (Block) - لحظر لاعب خصم من ضرب الكرة عن طريق القفز على الشبكة بالذراعين في الهواء.
- بوم (Boom) - في الكرة الطائرة الشاطئية، ضربة قوية مباشرة إلى الرمال (عامية).
- خط الوسط (Centre line) - في الكرة الطائرة الداخلية؛ الخط الوهمي الذي يمر مباشرة تحت الشبكة ويقسم الملعب إلى نصفين.
- تشاك (Chuck) - دفع أو رمي الكرة بدلاً من ضربها (عامية).
- الملعب (Court) - منطقة اللعب.
- عبور الفضاء (Crossing space) - المنطقة فوق الشبكة وبين اثنين من الهوائيات التي يجب أن تمر الكرة من خلالها أثناء تبادل اللعب.
- دفع (Dig) - حركة دفاعية يتم فيها وضع الذراعين معًا في محاولة لارتداد كرة ضربت بقوة إلى الهواء.
- خط النهاية (End line) - خط الحدود الخلفي للملعب.
- الوجه (Facial) - طفرة أو ضربة قوية تصيب الخصم في وجهه (عامية).
- خطأ (Fault) - خطأ ينتج عنه خسارة تبادل اللعب.
- لاعب الصف الأمامي (Front-row player) - في الكرة الطائرة الداخلية، أي من الاعبين الثلاثة المتمركزين بالقرب من الشبكة.
- المنطقة الأمامية (Front zone) - في الكرة الطائرة الداخلية، المنطقة الواقعة بين الشبكة وخط الهجوم.
- الأرض (Ground) - ضرب الكرة على الأرض، ويفضل أن يكون ذلك في ملعب الفريق الآخر.
- سخان (Heater) - كرة ضربت بقوة أو ضربة قوية (عامية).
- ضرب (Hit) - لمس الكرة كلاعب هجومي، واحدة من ثلاث "ضربات" مسموح للفريق بها للحصول على الكرة مرة أخرى فوق الشبكة.
- مسك (Hold) - السماح للكرة بالاستقرار في اليدين لفترة وجيزة في التصويب بدلا من إطلاقها على الفور.
- مبارز (Joust) - يحدث الصراع فوق الشبكة بين لاعبين أو أكثر من الفريقين المتنافسين مما يجبر الكرة على أن تصبح ثابتة. يتم إعادة اللعب.
- قتل (Kill) - لضرب الكرة بقوة من الأعلى إلى ملعب الخصم؛ يُطلق عليها أيضًا "ضربة قوية" "سبايك".
- كونغ (Kong) - حظر بيد واحدة، سميت على اسم أسلوب كينغ كونغ في ضرب الطائرات ذات السطحين في فيلم كينغ كونغ الأصلي (عامية).
- ليبيرو (Libero) - في الكرة الطائرة الداخلية، لاعب بديل متخصص في الدفاع..
- ليب (Lip) - دفع جيد (عامية).
- مباراة (Match) - سلسلة من المجموعات لتحديد الفائز.
- مينتونيت (Mintonette) - الاسم الأصلي للكرة الطائرة.
- صاروخ (Missile) - ارتفاع أو خدمة ضرب خارج الحدود (عامية).
- تمريرة (Pass) - محاولة فريق للتعامل بشكل صحيح مع إرسال الخصم، أو أي شكل من أشكال الهجوم.
- تبادل اللعب (Rally) - تبادل اللعب الذي يحدد كل نقطة.
- دوران (Rotate) - في كرة الطائرة الداخلية، الانتقال إلى الموضع التالي على الأرض بشكل دائري.
- الشاشة (Screen) - لإعاقة رؤية الخصم للكرة أثناء الإرسال.
- خدمة (Serve) - الضربة المستخدمة لوضع الكرة في اللعب في بداية تبادل اللعب.
- مجموعة (Set) - 1. الجزء من المباراة المكتمل عندما يحرز أحد الفريقين ما يكفي من النقاط لربح مباراة واحدة. 2. لوضع الكرة حتى يتمكن زميل في الفريق من الهجوم.
- واضع (Setter) - لاعب يتفوق في إعداد زملائه للهجوم.
- هامش (Sideline) - خط الحدود الجانب على الملعب.
- سباد (Spade) - الآس (عامية).
- سبايك (Spike) - لضرب الكرة بقوة من الأعلى إلى ملعب الخصم؛ يُطلق عليها أيضًا "قتل".
- طاحونة (Windmill) - سبايك (حركة اليد أثناء الضربة تتبع حركة طاحونة الهواء).

## الأعضاء
بطولة العالم للكرة الطائرة البارالمبية
تتضمن القائمة أيضًا أعضاء سابقين (الفرق الوطنية التي شاركت في البطولات الكبرى السابقة).
قائمة المنتخبات الوطنية للكرة الطائرة بوضعية الجلوس 
- الجزائر
- الأرجنتين
- أستراليا
- النمسا
- أذربيجان
- البوسنة والهرسك
- بوروندي
- البرازيل
- كندا
- كمبوديا
- الصين
- كولومبيا
- كوستاريكا
- كرواتيا
- كوبا
- جمهورية التشيك
- جمهورية الكونغو الديمقراطية
- مصر
- بريطانيا العظمى
- فرنسا
- فنلندا
- ألمانيا
- اليونان
- المجر
- إيران
- العراق
- إيطاليا
- اليابان
- كازاخستان
- كينيا
- ليبيا
- لاتفيا
- ليتوانيا
- لوكسمبورغ
- مالطا
- المكسيك
- منغوليا
- المغرب
- ميانمار
- هولندا
- النرويج
- الفلبين
- بولندا
- روسيا
- رواندا
- صربيا
- سلوفينيا
- جنوب إفريقيا
- سريلانكا
- السويد
- كوريا الجنوبية
- الولايات المتحدة
- أوكرانيا

الفرق الوطنية المنحلة
- تشيكوسلوفاكيا
- ألمانيا الغربية
- يوغوسلافيا

## البطولات

### الألعاب البارالمبية
عرضا لعبة الكرة الطائرة بوضعية الجلوس لأول مرة في الألعاب البارالمبية الصيفية في عام 1976 وتم تقديمها كحدث بارالمبي كامل في عام 1980. كانت الألعاب البارالمبية لعام 2000 هي المرة الأخيرة التي ظهرت فيها الكرة الطائرة بوضعية الوقوف في برنامج الألعاب البارالمبية. أُدخلت مسابقة الكرة الطائرة للسيدات في دورة الألعاب البارالمبية 2004. 

## بطولات الاتحاد العالمي للكرة الطائرة لذوي الاحتياجات الخاصة (اختصارا WOVD)
بطولة العالم للكرة الطائرة لذوي الاحتياجات الخاصة

### الكرة الطائرة بوضعية الجلوس

#### الكرة الطائرة بوضعية الجلوس للرجال - الفائزون السابقون
| السنة | الموقع       | الذهبية         | الفضية          | البرونزية       |
| ----- | ------------ | --------------- | --------------- | --------------- |
| 1983  | ديلدن        | هولندا          | ألمانيا         | فنلندا          |
| 1985  | كريستيانساند | إيران           | يوغوسلافيا      | هولندا          |
| 1986  | بيتش (المجر) | إيران           | هنغاريا         | هولندا          |
| 1989  | لاس فيغاس    | هولندا          | هنغاريا         | ألمانيا         |
| 1990  | أسن          | إيران           | هولندا          | يوغوسلافيا      |
| 1994  | بوتروب       | إيران           | النرويج         | هولندا          |
| 1998  | طهران        | إيران           | فنلندا          | البوسنة والهرسك |
| 2002  | القاهرة      | البوسنة والهرسك | ألمانيا         | إيران           |
| 2006  | رورموند      | البوسنة والهرسك | إيران           | مصر             |
| 2010  | إدموند       | إيران           | البوسنة والهرسك | مصر             |
| 2014  | إلبلاج       | البوسنة والهرسك | البرازيل        | إيران           |
| 2018  | لاهاي        | إيران           | البوسنة والهرسك | أكرانيا         |
| 2022  | سراييفو      | إيران           | البوسنة والهرسك | البرازيل        |

### التصنيف
*   البلد المضيف (مضيف)
| المرتبة | فريق            | ذهبية | فضية | برونزية | المجموع |
| ------- | --------------- | ----- | ---- | ------- | ------- |
| 1       | إيران           | 8     | 1    | 2       | 11      |
| 2       | البوسنة والهرسك | 3     | 3    | 1       | 7       |
| 3       | هولندا          | 2     | 1    | 3       | 6       |
| 4       | ألمانيا         | 0     | 2    | 1       | 3       |
| 5       | المجر           | 0     | 2    | 0       | 2       |
| 6       | فنلندا          | 0     | 1    | 1       | 2       |
| 6       | البرازيل        | 0     | 1    | 1       | 2       |
| 6       | يوغوسلافيا      | 0     | 1    | 1       | 2       |
| 9       | النرويج         | 0     | 1    | 0       | 1       |
| 10      | مصر             | 0     | 0    | 2       | 2       |
| 11      | أوكرانيا        | 0     | 0    | 1       | 1       |
| المجموع | المجموع         | 13    | 13   | 13      | 39      |

#### الكرة الطائرة بوضعية الجلوس للسيدات - الفائزون السابقون
| السنة | الموقع   | الذهبية  | الفضية           | البرونزية        |
| ----- | -------- | -------- | ---------------- | ---------------- |
| 1994  | بوتروب   | هولندا   | لاتفيا           | ليتوانيا         |
| 2000  | ماستريخت | هولندا   | فنلندا           | سلوفينيا         |
| 2002  | كامنيك   | هولندا   | سلوفينيا         | فنلندا           |
| 2006  | رورموند  | هولندا   | الصين            | سلوفينيا         |
| 2010  | إدموند   | الصين    | الولايات المتحدة | أكرانيا          |
| 2014  | إلبلاج   | الصين    | الولايات المتحدة | روسيا            |
| 2018  | روتردام  | روسيا    | الولايات المتحدة | الصين            |
| 2022  | سراييفو  | البرازيل | كندا             | الولايات المتحدة |

### التصنيف
*   البلد المضيف (مضيف)
| المرتبة | فريق             | ذهبية | فضية | برونزية | المجموع |
| ------- | ---------------- | ----- | ---- | ------- | ------- |
| 1       | هولندا           | 4     | 0    | 0       | 4       |
| 2       | الصين            | 2     | 1    | 1       | 4       |
| 3       | روسيا            | 1     | 0    | 1       | 2       |
| 4       | البرازيل         | 1     | 0    | 0       | 1       |
| 5       | الولايات المتحدة | 0     | 3    | 1       | 4       |
| 6       | سلوفينيا         | 0     | 1    | 2       | 3       |
| 7       | فنلندا           | 0     | 1    | 1       | 2       |
| 8       | كندا             | 0     | 1    | 0       | 1       |
| 8       | لاتفيا           | 0     | 1    | 0       | 1       |
| 10      | ليتوانيا         | 0     | 0    | 1       | 1       |
| 10      | أوكرانيا         | 0     | 0    | 1       | 1       |
| المجموع | المجموع          | 8     | 8    | 8       | 24      |

## البطولات الأوروبية للكرة الطائرة لذوي الاحتياجات الخاصة (سابقًا ECVD)
الاتحاد الأوروبي
https://paravolley.eu/
https://paravolley.eu/competitions
https://paravolley.eu/competitions/history/roll-of-honour
دوري الأمم 2024

### الكرة الطائرة بوضعية الجلوس للرجال- الفائزون السابقون
المصدر:
الكرة الطائرة بوضعية الجلوس
البطولات الأوربية
آخر تحديث: 13/05/2024 14:33
| السنة        | الموقع     | الذهبية         | الفضية          | البرونزية       |
| ------------ | ---------- | --------------- | --------------- | --------------- |
| 1981         | بون        | هولندا          | ألمانيا         | السويد          |
| 1983         | هولندا     | ألمانيا الغربية | فنلندا          |                 |
| 1985         | هولندا     | يوغوسلافيا      | السويد          |                 |
| 1987         | سراييفو    | هولندا          | يوغوسلافيا      | النرويج         |
| 1989 لم تعقد |            |                 |                 |                 |
| 1991         | نوتنغهام   | هولندا          | المجر           | النرويج         |
| 1993         | يارفنبا    | النرويج         | فنلندا          | المجر           |
| 1995         | ليوبليانا  | هنغاريا         | النرويج         | هولندا          |
| 1997         | تالين      | فنلندا          | النرويج         | البوسنة والهرسك |
| 1999         | سراييفو    | البوسنة والهرسك | ألمانيا         | فنلندا          |
| 2001         | ساروسباتاك | البوسنة والهرسك | ألمانيا         | هولندا          |
| 2003         | لابينرنتا  | البوسنة والهرسك | ألمانيا         | فنلندا          |
| 2005         | ليفركوزن   | البوسنة والهرسك | ألمانيا         | روسيا           |
| 2007         | نيرغهازا   | البوسنة والهرسك | روسيا           | ألمانيا         |
| 2009         | إلبلاج     | البوسنة والهرسك | روسيا           | ألمانيا         |
| 2011         | روتردام    | البوسنة والهرسك | روسيا           | ألمانيا         |
| 2013         | إلبلاج     | البوسنة والهرسك | روسيا           | ألمانيا         |
| 2015         | فارندورف   | البوسنة والهرسك | ألمانيا         | روسيا           |
| 2017         | بوريتش     | روسيا           | أكرانيا         | البوسنة والهرسك |
| 2019         | بودابست    | روسيا           | البوسنة والهرسك | ألمانيا         |
| 2021         | أنطاليا    | البوسنة والهرسك | روسيا           | ألمانيا         |
| 2023         | كاورلي     | البوسنة والهرسك | ألمانيا         | أكرانيا         |

### الكرة الطائرة بوضعية الجلوس للسيدات - الفائزون السابقون
| السنة | الموقع     | الذهبية  | الفضية   | البرونزية |
| ----- | ---------- | -------- | -------- | --------- |
| 1993  | جارفينبا   | هولندا   | فنلندا   | استونيا   |
| 1995  | ليوبليانا  | هولندا   | لاتفيا   | سلوفينيا  |
| 1997  | تالين      | لاتفيا   | ليتوانيا | هولندا    |
| 1999  | سراييفو    | سلوفينيا | فنلندا   | هولندا    |
| 2001  | ساروسباتاك | هولندا   | سلوفينيا | فنلندا    |
| 2003  | لابينرنتا  | هولندا   | سلوفينيا | فنلندا    |
| 2005  | ليفركوزن   | هولندا   | ليتوانيا | سلوفينيا  |
| 2007  | نيريغيهازا | هولندا   | أكرانيا  | سلوفينيا  |
| 2009  | إلبلاج     | هولندا   | أكرانيا  | سلوفينيا  |
| 2011  | روتردام    | أكرانيا  | هولندا   | روسيا     |
| 2013  | إلبلاج     | روسيا    | أكرانيا  | سلوفينيا  |
| 2015  | بودسيترتيك | أكرانيا  | روسيا    | سلوفينيا  |
| 2017  | بوريتش     | روسيا    | أكرانيا  | هولندا    |
| 2019  | بودابست    | روسيا    | إيطاليا  | أكرانيا   |
| 2021  | أنطاليا    | روسيا    | إيطاليا  | ألمانيا   |
| 2023  | كاورلي     | إيطاليا  | سلوفينيا | أكرانيا   |

### الرجال (1981-2023)
*   البلد المضيف (مضيف)
| المرتبة | فريق            | ذهبية | فضية | برونزية | المجموع |
| ------- | --------------- | ----- | ---- | ------- | ------- |
| 1       | البوسنة والهرسك | 11    | 1    | 2       | 14      |
| 2       | هولندا          | 5     | 0    | 2       | 7       |
| 3       | روسيا           | 2     | 5    | 2       | 9       |
| 4       | النرويج         | 1     | 2    | 2       | 5       |
| 5       | فنلندا          | 1     | 1    | 3       | 5       |
| 6       | المجر           | 1     | 1    | 1       | 3       |
| 7       | ألمانيا         | 0     | 8    | 6       | 14      |
| 8       | يوغوسلافيا      | 0     | 2    | 0       | 2       |
| 9       | أوكرانيا        | 0     | 1    | 1       | 2       |
| 10      | السويد          | 0     | 0    | 2       | 2       |
| المجموع | المجموع         | 21    | 21   | 21      | 63      |

### السيدات (1993-2023)
*   البلد المضيف (مضيف)
| المرتبة | فريق     | ذهبية | فضية | برونزية | المجموع |
| ------- | -------- | ----- | ---- | ------- | ------- |
| 1       | هولندا   | 7     | 1    | 3       | 11      |
| 2       | روسيا    | 4     | 1    | 1       | 6       |
| 3       | أوكرانيا | 2     | 4    | 2       | 8       |
| 4       | سلوفينيا | 1     | 3    | 6       | 10      |
| 5       | إيطاليا  | 1     | 2    | 0       | 3       |
| 6       | لاتفيا   | 1     | 1    | 0       | 2       |
| 7       | فنلندا   | 0     | 2    | 2       | 4       |
| 8       | ليتوانيا | 0     | 2    | 0       | 2       |
| 9       | ألمانيا  | 0     | 0    | 1       | 1       |
| 9       | إستونيا  | 0     | 0    | 1       | 1       |
| المجموع | المجموع  | 16    | 16   | 16      | 48      |

## وصلات خارجية
- شريحة الطائرة
- الكرة الطائرة الجالسة على موقع اللجنة البارالمبية الدولية
- معلومات عن فريق الكرة الطائرة جلوساً في دورة الألعاب البارالمبية بكين 2008 بلمسة أسترالية من موقع accessibility.com.au - تتضمن معايير الترشيح لفريق الكرة الطائرة جلوساً في دورة الألعاب البارالمبية الأسترالية 2008.